# 혈액채취
혈액채취는 의료진단이나 법집행, 약물검사 등을 목적으로 혈액을 신체에서 추출하는 것을 말한다. 보통 주사기를 사용하여 혈액채취를 하게 된다. 한국에서는 음주운전측정에 혈액채취가 행해지며 음주운전 호흡측정 결과가 낮게 나오자 경찰이 운전자의 동의를 얻어 혈액 채취로 다시 음주 측정을 했다면 절차가 적법하다.

## 판례
- 혈액의 채취 또는 검사과정에서 인위적인 조작이나 관계자의 잘못이 개입되는 등, 혈액채취에 의한 검사결과를 믿지 못할 특별한 사정이 없는 한, 혈액검사에 의한 음주측정치가 호흡측정기에 의한 음주측정치보다 측정 당시의 혈중알콜농도에 더 근접한 음주측정치라고 보는 것이 경험칙에 부합한다[2].
- 운전자의 신체 이상 등의 사유로 호흡측정기에 의한 측정이 불가능 내지 심히 곤란하거나 운전자가 처음부터 호흡측정기에 의한 측정의 방법을 불신하면서 혈액채취에 의한 측정을 요구하는 경우 등에는 호흡측정기에 의한 측정의 절차를 생략하고 바로 혈액채취에 의한 측정으로 나아가야 할 것이고, 이와 같은 경우라면 호흡측정기에 의한 측정에 불응한 행위를 음주측정불능으로 볼 수 없다[3]
- 특별한 이유 없이 호흡측정기에 의한 측정에 불응하는 운전자에게 경찰공무원이 혈액채취에 의한 측정방법이 있음을 고지하고 그 선택 여부를 물어야 할 의무는 없다[4].
- 경찰관이 음주운전 단속시 운전자의 요구에 따라 곧바로 채혈을 실시하지 않은 채 호흡측정기에 의한 음주측정을 하고 1시간 12분이 경과한 후에야 채혈을 하였다는 사정만으로도 위 행위가 법령에 위배되거나 객관적 정당성을 상실한 것으로 운전자가 음주운전 단속과정에서 받을 수 있는 권익이 현저하게 침해되었다고 단정하기 어렵다[5].
- 위법한 강제연행 상태에서 호흡측정 방법에 의한 음주측정을 한 직후 피의자가 호흡측정결과에 대한 탄핵을 하기 위하여 스스로 혈액채취 방법에 의한 측정을 요구하여 혈액채취가 이루어졌다면 특별한 사정이 없는 한 그러한 혈액채취에 의한 측정 결과는 유죄의 증거로 쓸 수 있다[6].
- ① 법원으로부터 영장 또는 감정처분허가장을 발부받지 아니한 채 ② 피의자의 동의 없이 피의자의 신체로부터 혈액을 채취하고 ③ 사후에도 지체 없이 영장을 발부받지 아니한 채 그 혈액 중 알코올농도에 관한 감정을 의뢰하였다면, 이러한 과정을 거쳐 얻은 감정의뢰회보 등은 형사소송법상 영장주의 원칙을 위반하여 수집하거나 그에 기초하여 획득한 증거로서, 원칙적으로 그 절차위반행위가 적법절차의 실질적인 내용을 침해하여 피고인이나 변호인의 동의가 있더라도 유죄의 증거로 사용할 수 없다고 할 것이다[7].

## 같이 보기
- 도핑